# 루피
루피는 인도, 모리셔스, 네팔, 파키스탄, 세이셸, 스리랑카의 통화와 아프가니스탄, 바레인, 쿠웨이트, 오만, 아랍에미리트, 영국령 동아프리카, 영국령 버마, 독일령 동아프리카, 그리고 티베트의 옛 통화들의 통칭이다. 인도네시아와 몰디브에서, 통화의 단위는 각각 루피아와 루피야로 알려져 있는데, 이는 루피라는 단어의 동명사이다.
인도 루피(₹)와 파키스탄 루피(Rs.)는 1루피당 100파이사 또는 피스에 해당하고, 네팔 루피(रू)는 1루피당 100파이사(단일 및 복수) 또는 4수카에 해당하며, 모리셔스, 세이셸, 스리랑카 루피는 1루피당 100센트에 해당한다.

## 현재 사용되고 있는 루피
- 네팔 루피
- 모리셔스 루피
- 몰디브 루피야
- 세이셸 루피
- 스리랑카 루피
- 인도 루피
- 인도네시아 루피아
- 파키스탄 루피

## 역사적으로 쓰였던 루피
| - 걸프 루피 - 버마 루피 - 부탄 루피 - 아프가니스탄 루피 - 인도 - 네덜란드령 인도 로피아 - 덴마크령 인도 루피 - 트래방코르 루피 - 포르투갈령 인도 루피아 - 프랑스령 인도 루피 - 히데라바드 루피 - 인도네시아 - 리아우 루피아 - 자바 루피 - 서뉴기니 루피아 | - 독일령 동아프리카 루피 - 영국령 동아프리카 루피 - 이탈리아령 소말린란드 루피 - 잔지바르 루피 |